# Tang Lung Chau
Tang Lung Chau är en ö i Hongkong (Kina). Den ligger i den nordvästra delen av Hongkong.